# Cardwell (Missouri)
Cardwell és una població dels Estats Units a l'estat de Missouri. Segons el cens del 2000 tenia 789 habitants.

## Demografia
Segons el cens del 2000, Cardwell tenia 789 habitants, 345 habitatges, i 218 famílies. La densitat de població era de 483,5 habitants per km².
Dels 345 habitatges en un 29,6% hi vivien nens de menys de 18 anys, en un 45,5% hi vivien parelles casades, en un 13,3% dones solteres, i en un 36,8% no eren unitats familiars. En el 33,6% dels habitatges hi vivien persones soles el 16,5% de les quals corresponia a persones de 65 anys o més que vivien soles. El nombre mitjà de persones vivint en cada habitatge era de 2,29 i el nombre mitjà de persones que vivien en cada família era de 2,92.
Per edats la població es repartia de la següent manera: un 24,3% tenia menys de 18 anys, un 7,5% entre 18 i 24, un 28,6% entre 25 i 44, un 22,6% de 45 a 60 i un 17% 65 anys o més.
L'edat mediana era de 39 anys. Per cada 100 dones de 18 o més anys hi havia 86 homes.
La renda mediana per habitatge era de 21.042 $ i la renda mediana per família de 27.361 $. Els homes tenien una renda mediana de 25.179 $ mentre que les dones 19.500 $. La renda per capita de la població era de 12.207 $. Entorn del 25,1% de les famílies i el 27% de la població estaven per davall del llindar de pobresa.

## Poblacions més properes
El següent diagrama mostra les poblacions més properes.